# Royal Clipper
Royal Clipper — сталевий, п’ятимачтовий вітрильник, використовується як круїзний корабель. Вважається найбільшим у своєму класі. Він спроектований польським військово-морським конструктором для шведської компанії Star Clippers Ltd. та сконструйований з використанням існуючого сталевого корпусу, який модифіковано на Гданській верфі. Корабель розробляли як парусний катер для польських шахтарів. Його першою назвою була "Gwarek" (що старою польською означає "шахтар").

## Галерея

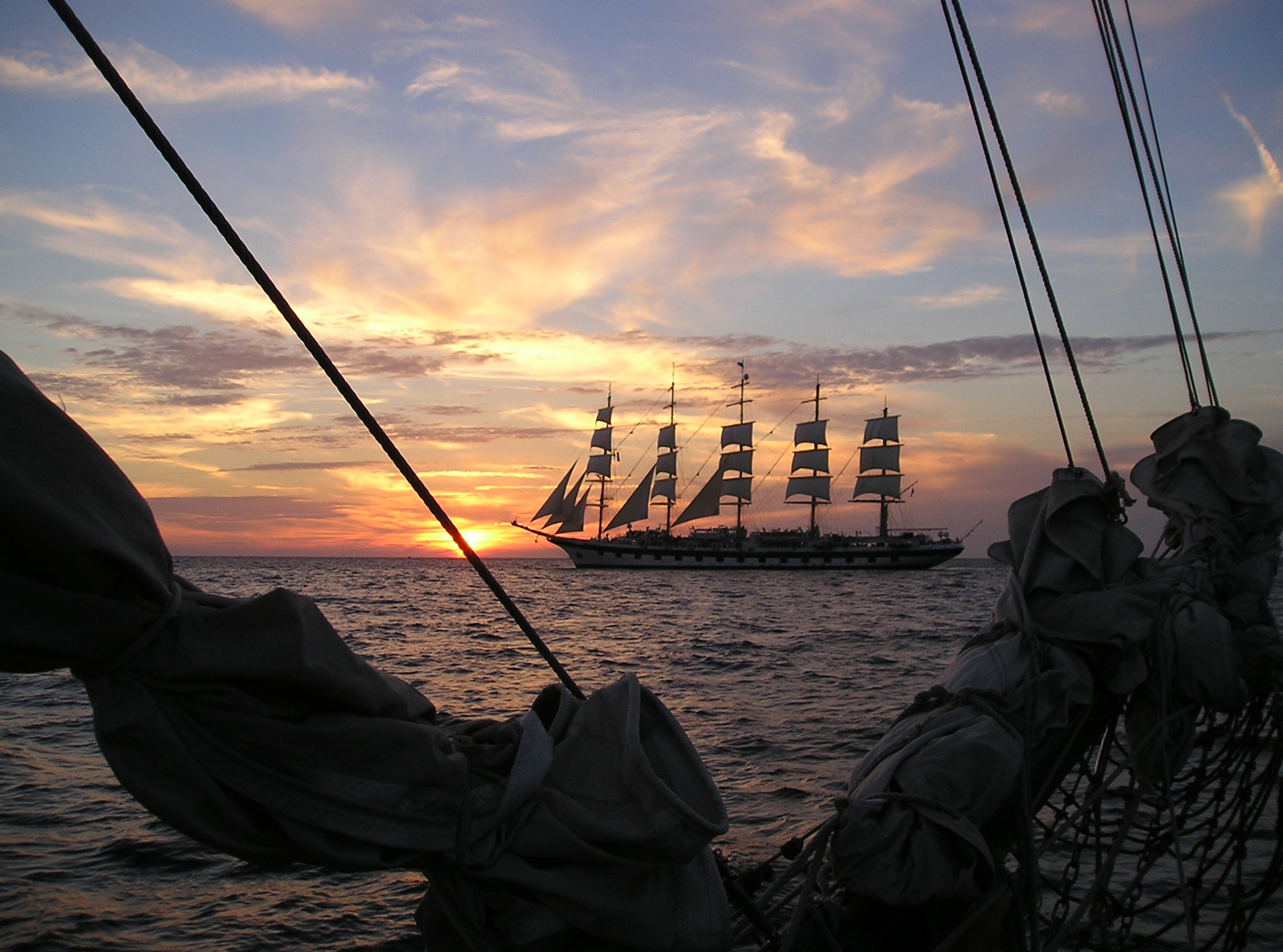
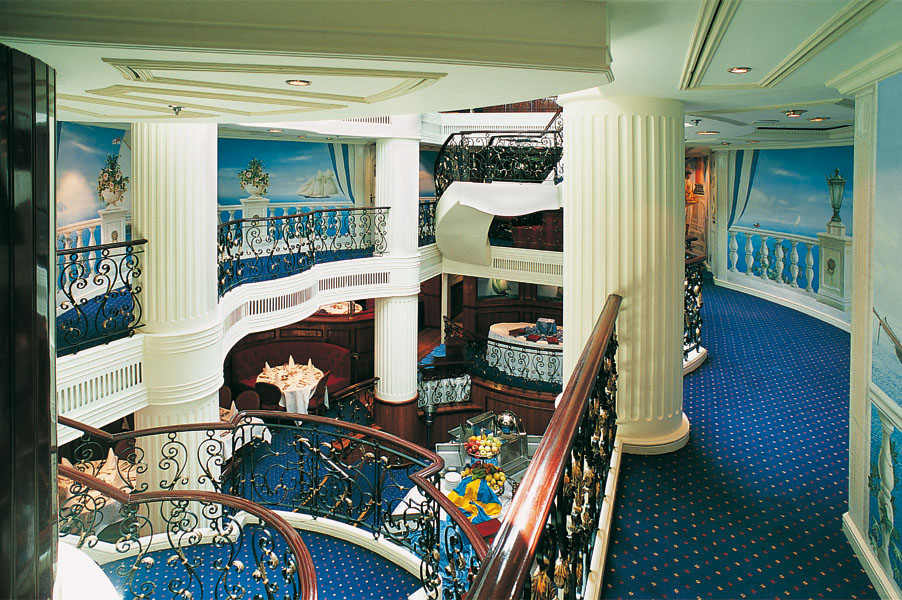
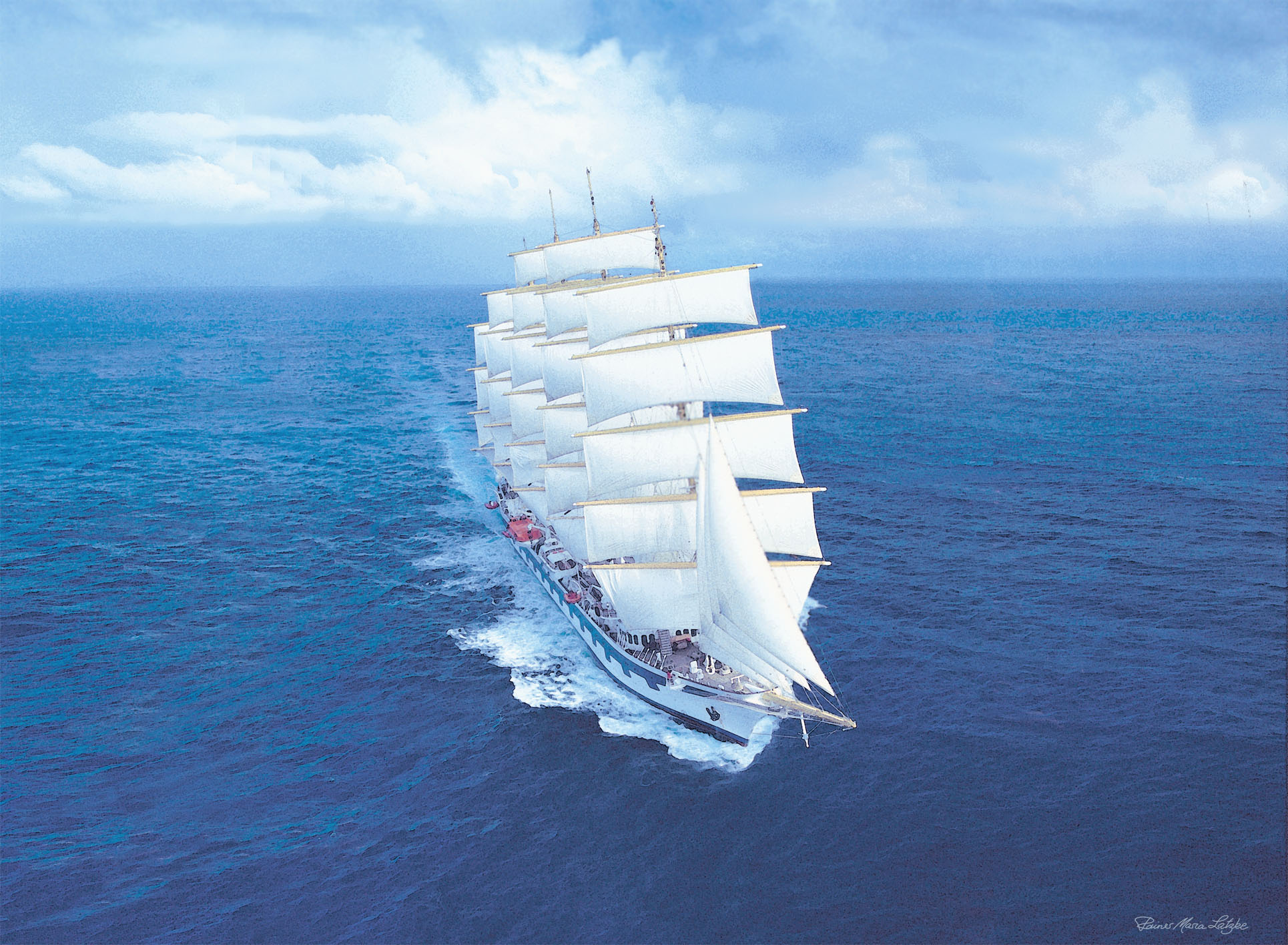
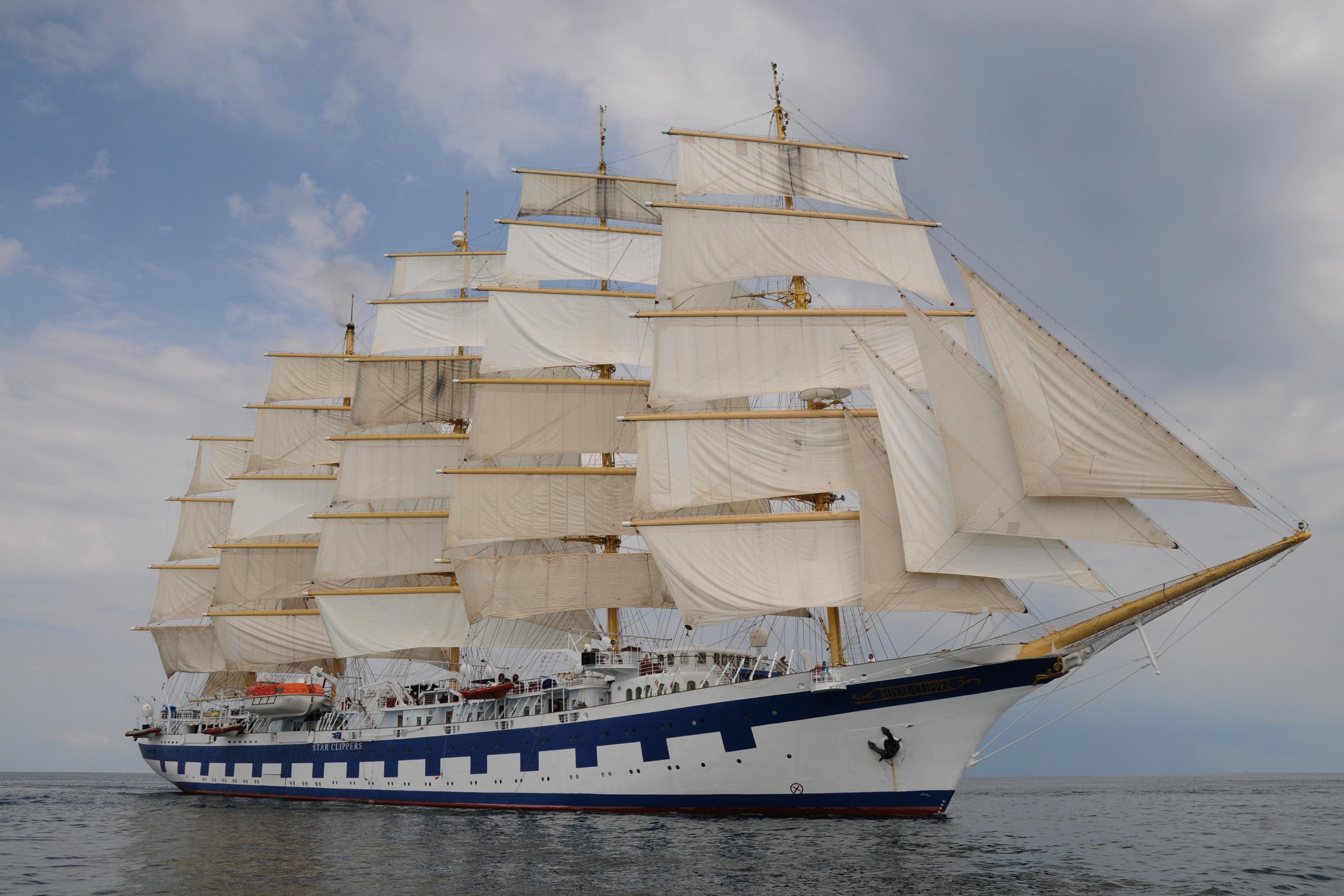
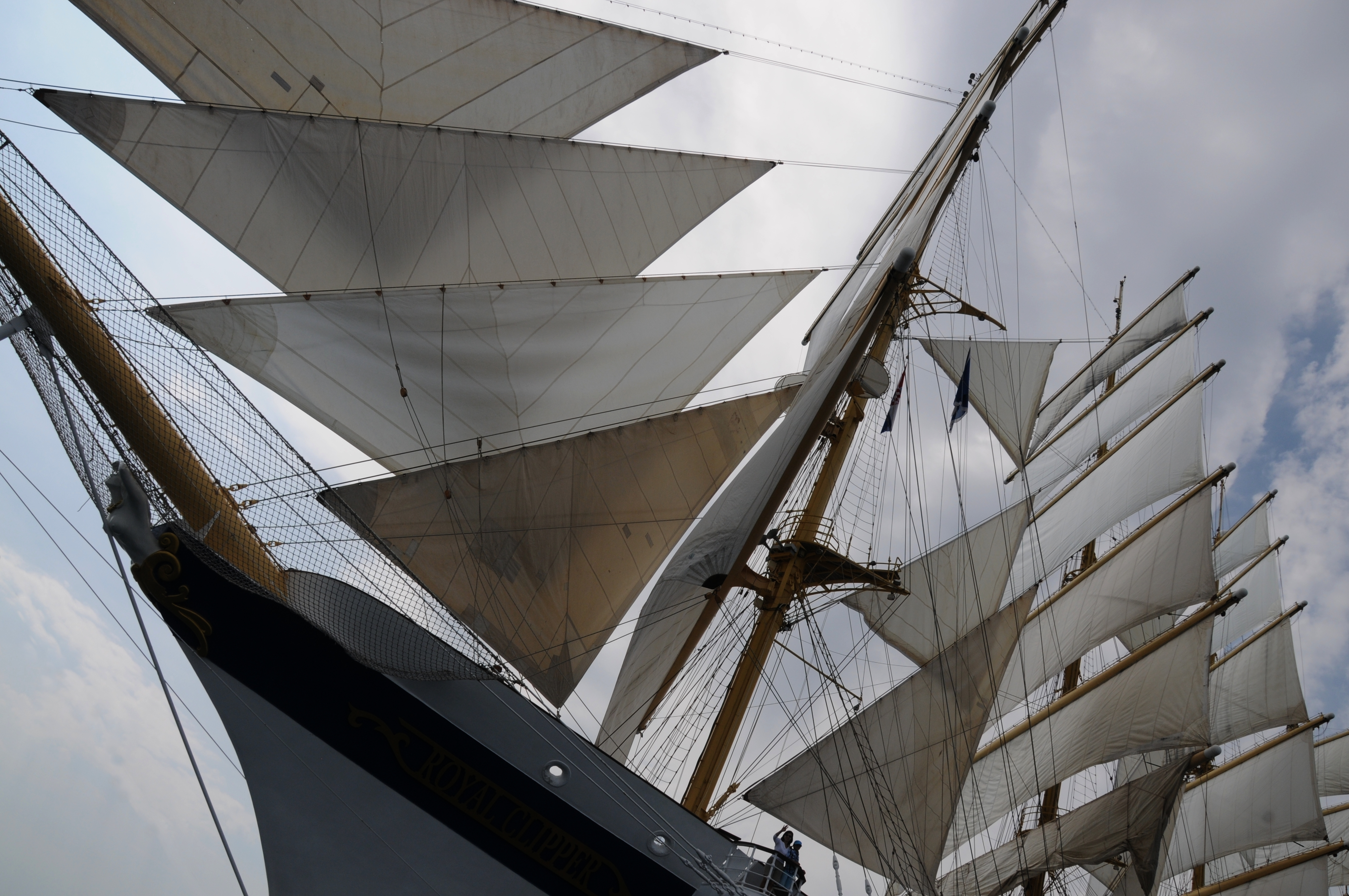
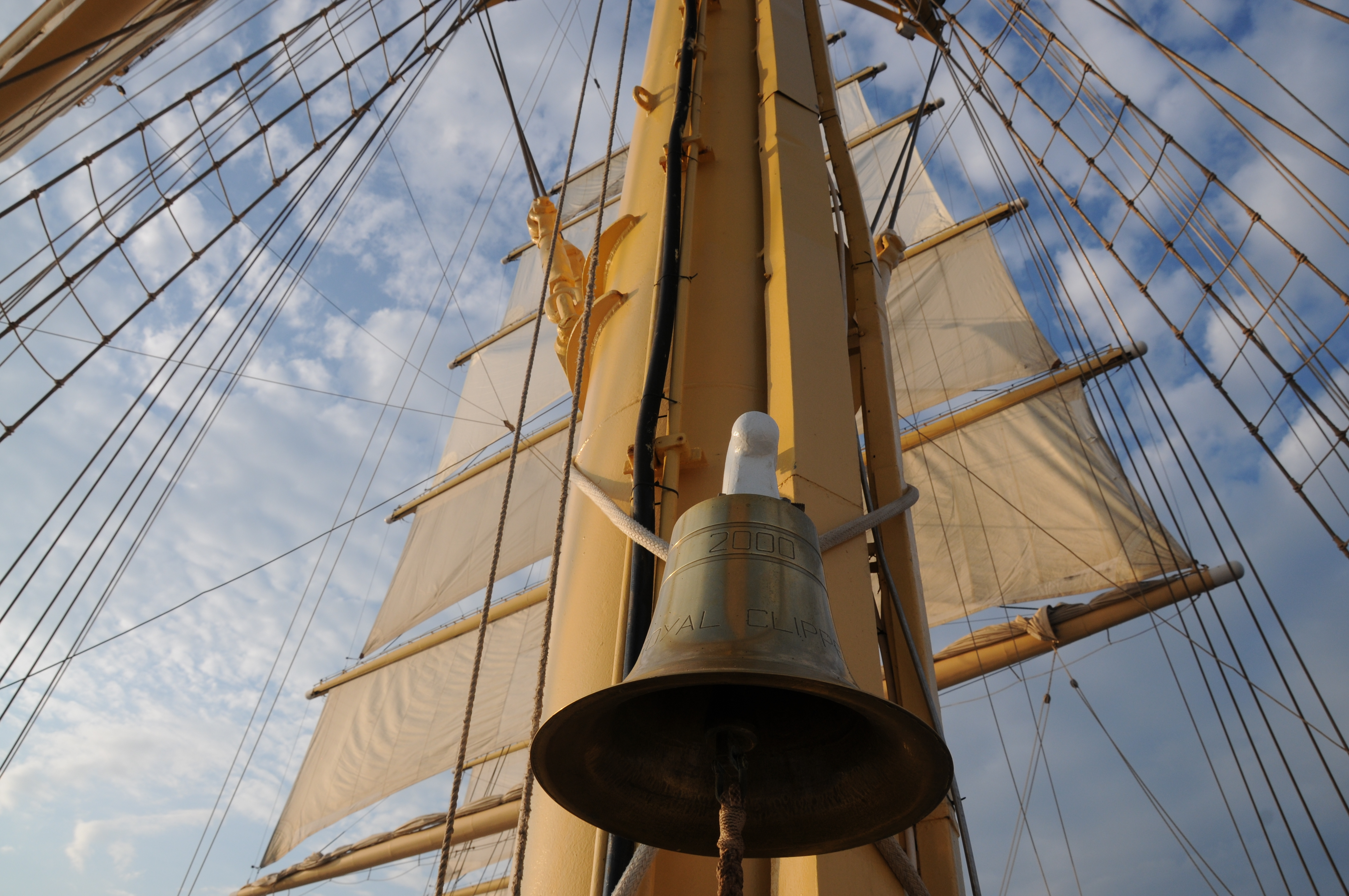
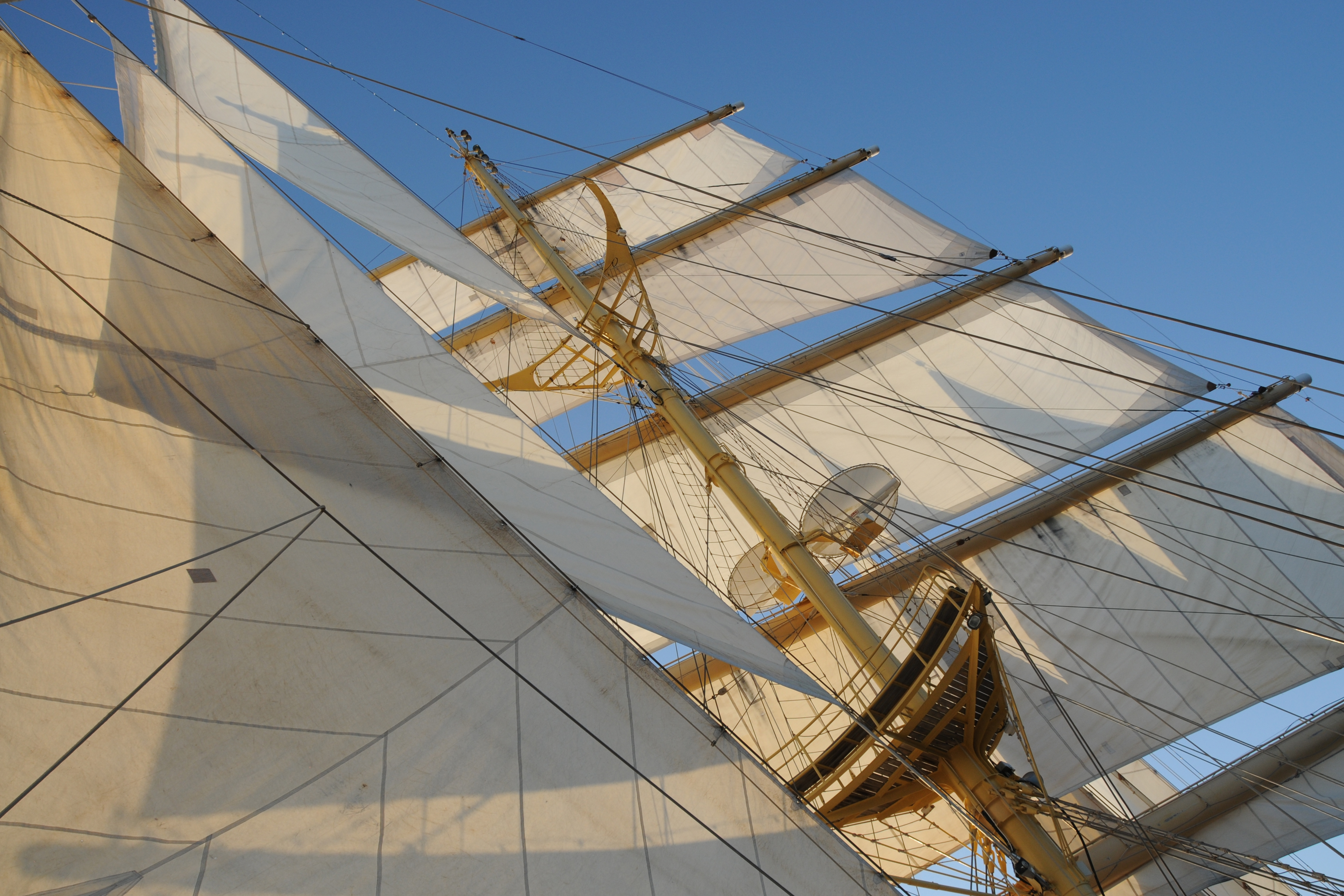
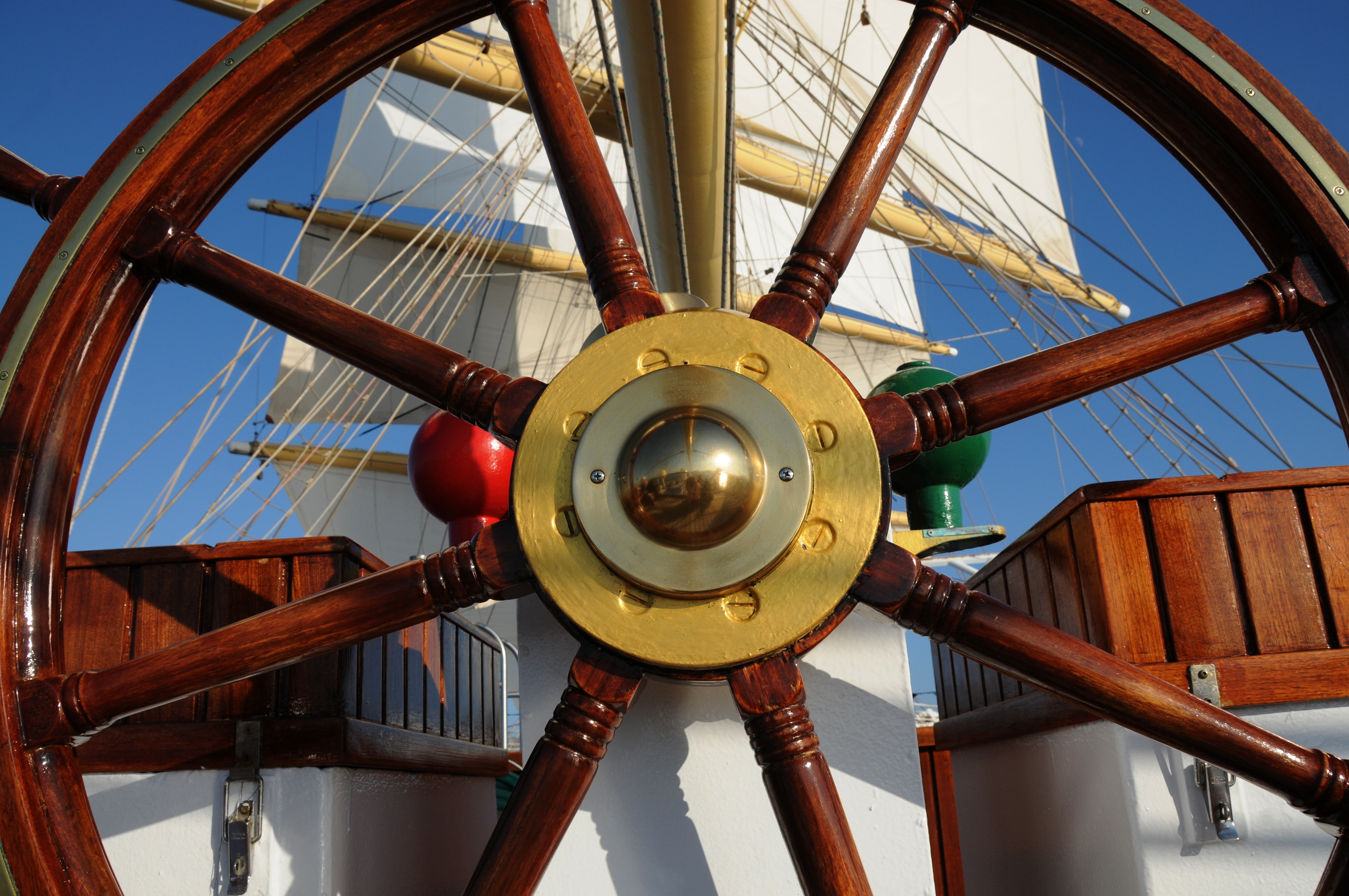
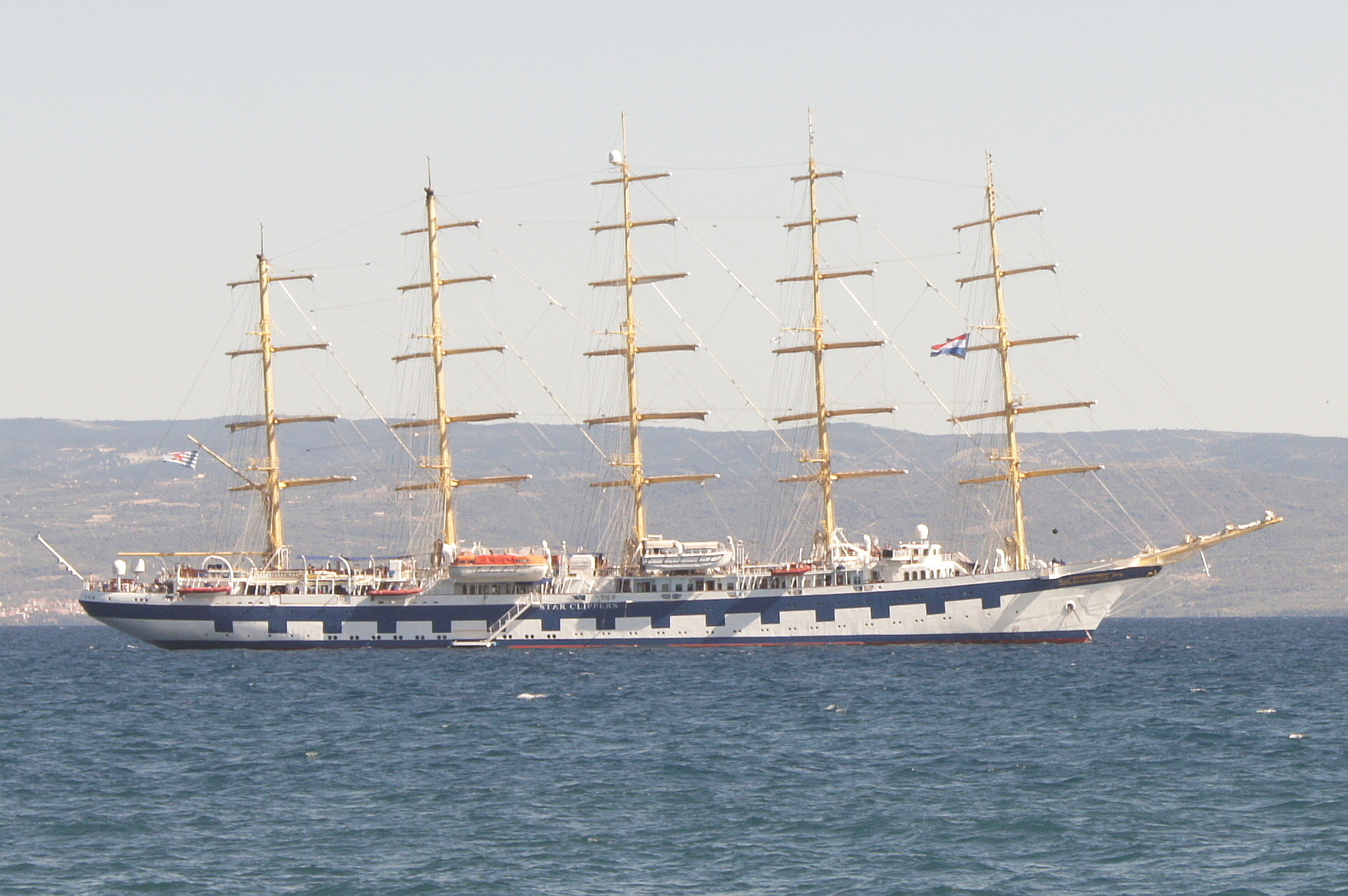